# Trăng xanh

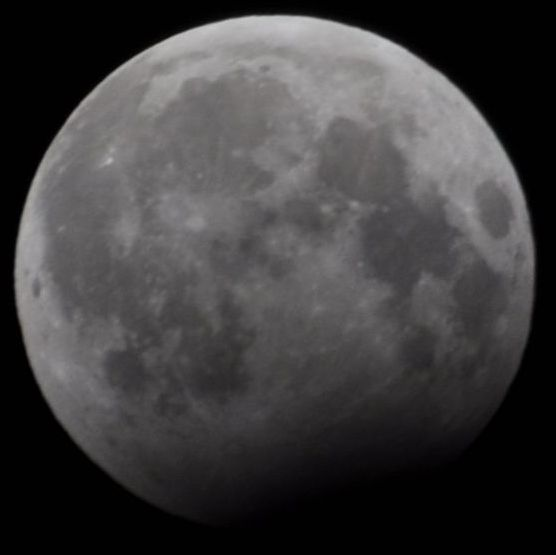
Trăng xanh vào ngày 31 tháng 12 năm 2009 trùng với hiện tượng nguyệt thực một phần

Trăng xanh (trong tiếng Anh là blue moon) là một khái niệm trong thế giới phương Tây để chỉ hiện tượng trăng tròn không ăn khớp với một tháng dương lịch. Thường thì một năm dương lịch có mười hai lần trăng tròn, trùng hợp mỗi tháng có một lần trăng tròn. Nhưng do mỗi năm dương lịch/năm chí tuyến dài hơn năm âm lịch 11 ngày nên những ngày này dần dồn lại để sau khoảng hai hoặc ba năm (chính xác hơn là chu kỳ 2,7154 năm hay 7 lần trong 19 năm chu kỳ Meton) lại có thêm một lần trăng tròn. Có nhiều cách diễn giải khác nhau về "trăng xanh" liên quan tới kỳ trăng tròn dư thừa này.
- Trong tính toán ngày tháng cho Mùa Chay và lễ Phục Sinh thì giới tu sĩ Công giáo phải xác định ngày diễn ra Trăng Mùa Chay. Người ta cho rằng theo dòng lịch sử khi thời điểm trăng tròn đến quá sớm thì họ gọi kỳ trăng tròn sớm đó là "Trăng phản" (Trăng phản bội) hay "Trăng màu" (Trăng màu sắc) và như vậy Trăng Mùa Chay đã đến vào đúng thời điểm dự kiến dành cho nó.
- Theo văn hoá dân gian phương Tây thì người ta đặt tên cho ngày trăng tròn theo thời gian của năm. Mặt Trăng đến quá sớm mà không có tên dân gian - được gọi là trăng xanh - để tính đúng thời gian trong lần trăng sau.
- Lịch nhà nông định nghĩa từ trăng xanh là kỳ trăng tròn "dư thừa" xảy ra trong một mùa. Thông thường một mùa có ba lần trăng tròn, nhưng nếu một mùa có bốn lần trăng tròn thì lần trăng tròn thứ ba được gọi là trăng xanh. Lưu ý rằng mùa tại các quốc gia vùng vĩ độ ôn đới nói chung được coi là bắt đầu vào các ngày phân (xuân phân, thu phân) hay ngày chí (hạ chí, đông chí) nên trăng xanh theo cách hiểu này nếu xảy ra thì đều rơi vào khoảng thời gian xấp xỉ 1 tháng trước ngày chí/ngày phân.
- Định nghĩa được dùng gần đây được giải thích là đêm trăng tròn lần thứ hai trong tháng dương lịch bắt nguồn từ một nhầm lẫn vào năm 1946 và đến năm 1999 mới được phát hiện[1]. Ví dụ, ngày 31 tháng 12 năm 2009 sẽ được gọi là trăng xanh theo định nghĩa này.

Thuật ngữ "trăng xanh" thường được sử dụng để ẩn dụ mô tả một sự kiện hiếm có.

## Nghĩa đen từ trăng xanh
Nghĩa đen sát nhất của từ trăng xanh là khi Mặt Trăng (không nhất thiết phải là trăng tròn) xuất hiện với một màu xanh nhạt bất thường và đó là một sự kiện hiếm gặp. Có thể là do khói hoặc các hạt bụi trong khí quyển như đã xảy ra sau sự kiện cháy rừng ở Thuỵ Điển và Canada vào năm 1950, đáng chú ý nhất là sau khi vụ phun trào núi lửa Krakatoa vào năm 1883 đã gây ra Mặt Trăng xuất hiện một màu xanh đến gần hai năm. Các hạt khí quyển có đường kính khoảng một micrômét thì trường hợp này ánh sáng bước sóng dài xuất hiện màu đỏ khi quan sát dưới mặt đất còn ánh sáng bước sóng ngắn xuất hiện màu xanh được chọn lọc truyền vào mắt người.

## Những kỳ trăng xanh từ năm 2010 đến 2020
Sau đây là thời gian trăng xanh xảy ra từ năm 2010 đến năm 2020. Những ngày này sử dụng múi giờ UTC (xấp xỉ bằng múi giờ GMT), ngày tháng tại các khu vực cụ thể sẽ thay đổi theo múi giờ khác nhau.

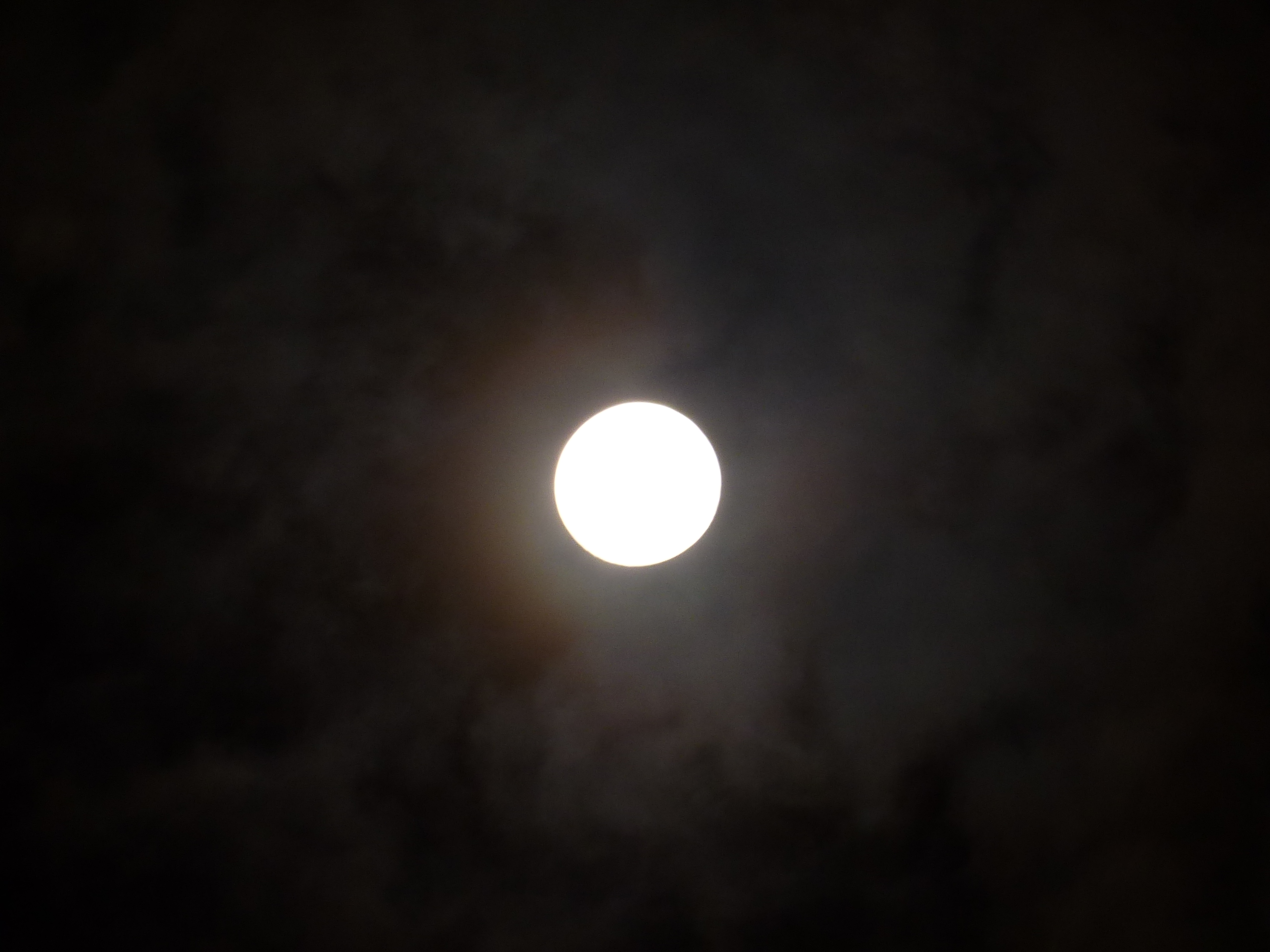
"Trăng xanh" vào ngày 01 tháng 9 năm 2012 quan sát từ Thanh Hóa, Việt Nam

### Theo mùa
Theo lịch nhà nông, lần trăng xanh (nghĩa là kỳ trăng tròn thứ ba trong mùa có bốn kỳ trăng tròn) xảy ra vào:
- ngày 21 tháng 11 năm 2010
- ngày 20 tháng 8 năm 2013
- ngày 21 tháng 5 năm 2016
- ngày 18 tháng 5 năm 2019
- ngày 22 tháng 8 năm 2021

### Lịch

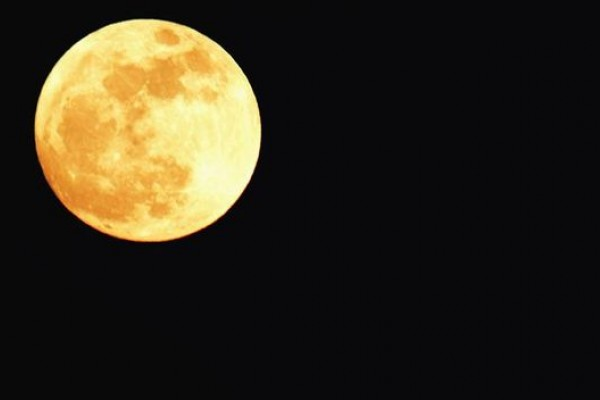
Trăng xanh ngày 31 tháng 8 năm 2012, nhìn thấy tại Guayaquil, Ecuador

Hai kỳ trăng tròn trong cùng một tháng:
- 2009: ngày 2 tháng 12, ngày 31 tháng 12[4] (kết hợp với nhật thực một phần ở một nơi trên thế giới),  chỉ trong các vùng múi giờ phía tây UTC +05.
- 2010: ngày 1 tháng 1 (nhật thực một phần) và 30, chỉ trong các vùng múi giờ phía đông của UTC+04:30.
- 2010: ngày 1 và 30 tháng 3, chỉ trong các vùng múi giờ  phía đông UTC+07.
- 2012: 2 và 31 tháng 8, chỉ trong các múi giờ phía tây UTC+0.
- 2012: ngày 1 và 30 tháng 9, chỉ ở các vùng múi giờ phía đông UTC+10:30.
- 2015: 2 và 31 tháng 7.
- 2018: 2 và 31 tháng 1, chỉ ở các vùng múi giờ  phía tây UTC+11.
- 2018: ngày 2 và 31 tháng 3, chỉ ở các vùng múi giờ  phía tây UTC+12.
- 2020: 1 và 31 tháng 10, chỉ trong các vùng múi giờ  phía tây UTC+10.

Lưu ý, không giống như định nghĩa theo mùa thiên văn, những ngày này phụ thuộc vào lịch Gregory và thời gian tại mỗi khu vực.